# Aggression
| Aggression (Aggressivitet) |
| --- |
| Två vildsvinsgaltar som förbereder en strid. - Betydelse – angrepp, utmanande eller fientligt beteende från en individ till en annan - Varianter – fientlig eller emotionell (mål: förorsaka skada eller obehag); instrumentell (ej personinriktad) - Relaterade ord – våld (ofta resultatet av aggression) |

Aggression eller aggressivitet är ett angrepp, utmanande eller fientligt beteende från en individ till en annan. Aggressionen syftar i regel till att tillfoga skada eller obehag. Angreppet kan antingen utövas mellan två medlemmar av samma art, alternativt som ett rovdjursbeteende mot en annan art. En annan definition av begreppet är som ett beteende avsett att öka en varelses sociala dominans i förhållande till en annan varelses dominerande position.
Aggressionen tar sig olika uttryck, och den kan uttryckas fysiskt, psykiskt eller verbalt, samt direkt eller indirekt.

## Varianter och kopplingar
Det finns två huvudkategorier av aggression. Dessa huvudkategorier är:
- fientlig, emotionell eller hämnande aggression
- instrumentell, rovdjurs- och målinriktad aggression.[3][4][5][6]

Empirisk forskning visar att det finns en avgörande skillnad mellan de två, både psykologiskt och fysiologiskt. Den instrumentella aggressionen är ett medel att nå ett mål (exempelvis pengar eller uppskattning), men utan någon tydlig önskan att förorsaka skada eller obehag.
Några studier tyder på att personer med tendenser till "känslosam" aggression, som definieras i denna studie som "impulsiv, oplanerad, öppen eller okontrollerad" har lägre IQ än de med tendenser till "rovdjursaggression", här definierad som "målinriktad, planerad, dold eller kontrollerad".
Man skiljer även mellan:
- aggressiv reaktion (aggression)
- aggressiva tendenser

Båda dessa varianter handlar om aggressivt beteende som svar under vissa omständigheter. I det senare fallet behöver beteendet inte omsättas i aggressivt beteende.
Inom etiken skiljs aggression från våld. Aggression betraktas då som de mentala mekanismer som sätter igång det konkreta våldet.

## Evolution
Liksom de flesta beteenden, kan aggression undersökas med avseende på dess förmåga att hjälpa ett djur att fortplanta sig och överleva. Djur kan använda aggression för att vinna och säkra områden, såväl som andra resurser, inklusive mat, vatten och möjligheter att para sig.  En vetenskaplig teori om aggressionen och mördarkapaciteten är att dessa mekanismer är rester av vårt evolutionära förflutna.

### Aggression mot utomstående

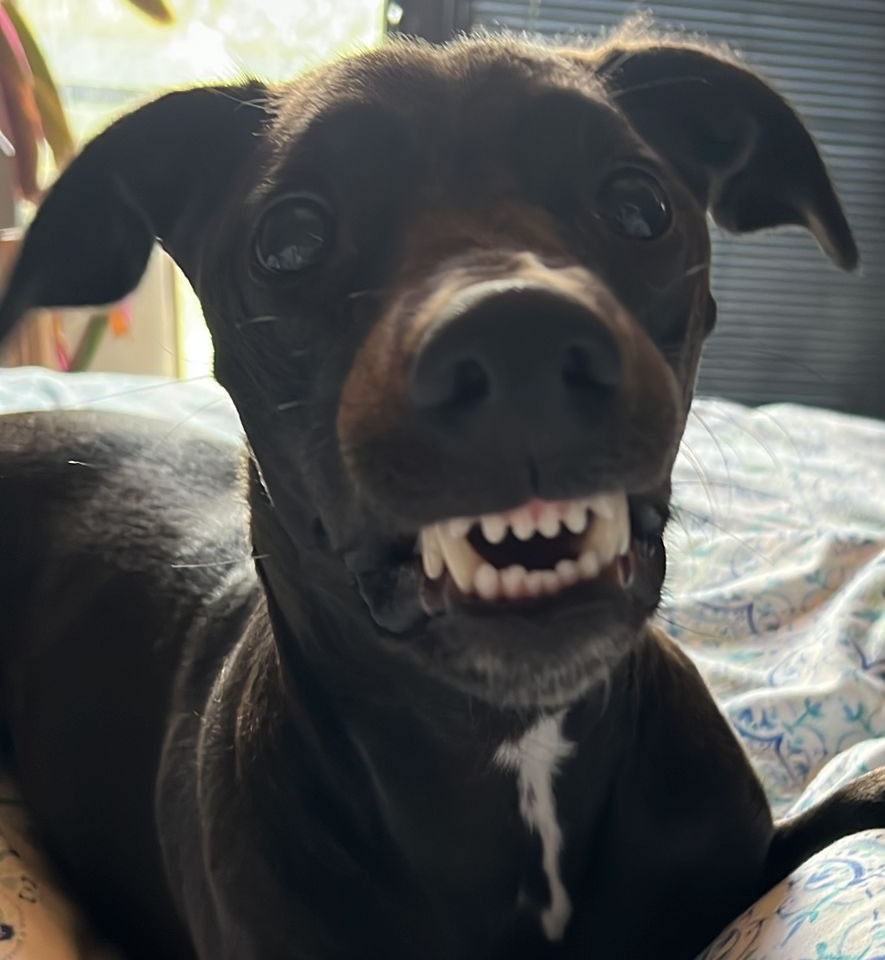
Hund som visar tänderna, ett tydligt tecken på aggressivt beteende.

Den vanligaste aggressionstypen är den som ses i predation, spelet mellan ett rovdjur och dess byte. Ett djur som försvarar sig själv mot ett rovdjur blir aggressivt för att överleva och för att säkerställa överlevnaden av sin avkomma. Eftersom aggression mot en mycket större fiende eller grupp av fiender leder till döden för ett djur, har djur utvecklat en bra känsla för när de är numerärt underlägsna. Förmågan att bedöma andra djurs styrka ger djuret en kamp-eller-flykt-reaktion (fight or flight); beroende på hur starkt de bedömer att rovdjuret är, kommer djuren antingen att bli aggressiva eller fly.  
Behovet av att överleva och samarbeta som gynnsam överlevnadsstrategi leder till ett fenomen som kallas altruism. Ett exempel på en altruistisk handling är varningsrop som hörs när en angripare eller inkräktare närmar sig. Medan ropet varnar samhället om angriparens närvaro, kommer det även att informera angriparen om var djuret som gav ifrån sig larmet är, och därmed vara självdestruktivt. Trots att detta verkar vara en evolutionär nackdel för djuret som varnade, skulle det underlätta genernas fortlevnad eftersom varnarens släktingar och avkommor skulle ha större möjlighet att undvika faror.
Det är vanligt att i vetenskapliga sammanhang skilja predation från aggression. Katter varken väser eller kröker ryggen i jakten på en råtta, och de aktiva områdena i deras hypotalamus liknar mer de som speglar hunger än de som speglar aggression.

### Aggression inom samma art

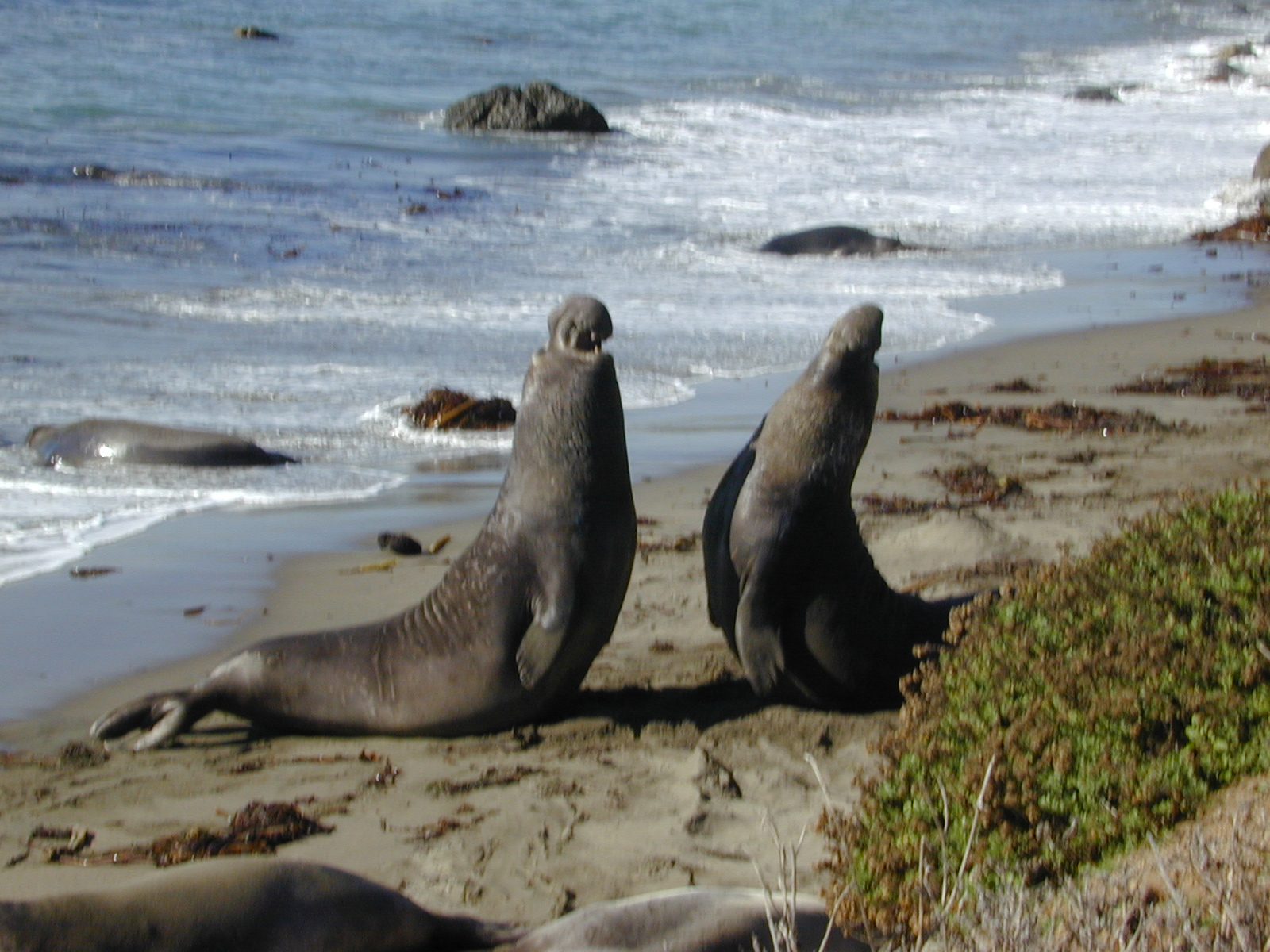
Hannar hos sjöelefant som gör sig stora i en uppvisning av aggressivitet.

Aggression mot artfränder tjänar flera syften som har att göra med fortplantning. En av de viktigaste orsakerna till denna aggression är upprättandet av social dominans (hierarki). När vissa slags djur placeras tillsammans för första gången, är det första de gör att slåss för att hävda sin roll i hierarkin. I allmänhet är de mest dominerande djuren aggressivare än sina underordnade. Aggression inom en art lugnar i de flesta fall ner sig cirka 24 timmar efter att testdjuren sammanförts.
Det finns många olika teorier som försöker förklara hur hanar och honor utvecklat olika aggressiva tendenser. En teori är att arter har ett kön som har en högre föräldrasatsning än det andra könet, och att den individ i gruppen som är mest föräldrasatsande är åtråvärd och en tillgång för det andra, tävlande könet. Hos de flesta arter är det honorna som har högst föräldrasatsning. Resonemanget bygger på den darwinistiska uppfattningen att sexuell framgång är central för en varelses efterkommande och bevarandet av dess ärftliga egenskaper. 
För hanar är det avgörande att dominera och få tillgång till de bästa fortplantningsmöjligheterna för att de ska kunna föra vidare sina gener. Till skillnad från honor, vilkas sexuella framgång förhindras av lång dräktighet och perioder av amning, är hanens sexuella framgång bara begränsad av antalet tillgängliga partner. En följd av detta är att hanar använder fysisk aggression oftare än honor, de tar större risker för att kunna konkurrera med andra hanar och höja sin sociala status. Hanar kan till och med gå så långt att de dödar varandra, fastän det är sällsynt. Män visar liten oro över sitt fysiska välbefinnande i sådana tävlingar.
I motsats till detta är honors aggressivitet knuten till kampen som resurser som avkomman behöver. Upprättandet av hierarki är mer kostsam för honor än hanar, och honorna har mindre att vinna på en högre status. Honans överlevnad är viktigare för avkomman än hanens. En logisk följd av detta är att honor är mindre benägna till aggressivitet och risktagande, och att de i större utsträckning använder indirekta medel att skaffa sig resurser. Vid aggressioner mellan honor orsakar de varandra mycket mindre fysisk skada än vad man kan se i konflikter mellan hanar.
För människans vidkommande skulle dessa påståenden innebära att kvinnor i mindre utsträckning visar sig dominera i den sociala hierarkin. I samhället brukar pojkars aggressioner motiveras av att de vill skaffa sig social status och självkänsla, något som i olika hög grad är beroende av aggressiva reaktioner på personliga utmaningar. Flickors aggressivitet, å andra sidan, som inriktas på att skaffa sig resurser och inte status, brukar som regel vara mindre fysiskt våldsam och mer ta sig indirekta uttryck. Kritiken mot att överföra insikter från djurförsök på människors beteende är dock massiv, liksom att förklara aggression ur ett evolutionsteoretiskt perspektiv.

## Aggression hos människan
Även om människans aggressioner med vissa synsätt liknar djurens, finns också stora, avgörande skillnader i och med att människan är mer komplex i fråga om kultur, moral och sociala omständigheter. Det finns en mängd studier som utgår från dessa aspekter. Mänsklig aggressivitet kan uppskattas med hjälp av aggressionsskalor, som MOAS (Modified Overt Aggression Scale).

### Kultur
Kultur är en särskild mänsklig faktor när det gäller aggression. Sanfolket har beskrivits som det fredliga folket av Elizabeth Marshall Thomas (1958). Andra forskare har ifrågasatt det påståendet, och visat statistik på att mordfrekvensen är högre bland dem än i västvärlden (Keeley, 1996). Lawrence Keeley hävdar att "den fridsamme vilden" är en myt som saknar antropologiska och arkeologiska belägg. Jägar-samlar-folk må kanske inte ha egendomar att kämpa om, men de hamnar ändå i konflikt med varandra om status och fortplantningsmöjligheter.
Empirisk jämförande forskning av olika kulturer har visat på skillnader i nivån av aggression mellan dessa kulturer. En studie visade att amerikanska män var mer våldsbenägna än japaner och spanjorer, medan japaner var mer benägna att angripa motståndare verbalt (Andreu et al. 1998). I USA visade sig sydstatare mer lättretliga och våldsbenägna än nordstatare (Bowdle et al. 1996). Mordfrekvensen bland vita, unga män i sydstaterna är också högre än i nordstaterna (Nisbett 1993).
Människors uppfattning om hur socialt accepterat våld och uttryck för aggression är (så kallade normativa uppfattningar), anger i stor utsträckning deras beteende. Normativa uppfattningar om våld kan fungera som en förklaring till kulturella skillnader beträffande våld mot vissa grupper. Eftersom dessa uppfattningar är mycket påverkbara, kan våldsbenägenheten hos vissa personer minska genom att deras normativa uppfattningar förändras.

### Media
Vissa beteenden, som uttryck för aggression, är enligt en utbredd uppfattning delvis inlärda genom imitation och genom att studera andra. En slutsats av detta är, för vissa forskare, att media kan spela en viss roll i fostrandet av aggression (Aronson, Wilson & Akert, 2005). Stora doser av konsumtion av mediavåld (se underhållningsvåld) ses ofta som negativt. Det kan öka risken för aggressivt beteende, att tillgripa våld eller en ökad tolerans för andras våld.
Omfattande forskning på detta område ger dock andra slutsatser (Freedman, 2002; Ferguson, 2010). Det sker alltjämt fortlöpande forskning i området om huruvida media fostrar till våld, och än saknas konsensus i frågan. Under 2010-talet har allt mer forskning kommit till slutsatsen att hög tillgänglighet till pornografi sannolikt sänker förekomsten till sexuellt våld i samhället, genom att ge möjlighet till utlopp för sexuell aggressioner (mainstreampornografi är oftast inriktad mot manliga sexfantasier och innehåller ofta aggressiva scenarion) genom mediekonsumtion, med eller utan onani.

### Situationella faktorer
Faktorer som ökar aggressivitet innefattar alkohol och andra droger, smärta och obehag, hetta och frustration. Den s.k. frustrationsteorin om aggressioner innebär att aggressionen ökar om personen känner hinder att uppnå sina mål (Aronson et al. 2005). Studier tyder på att närheten till målet påverkar aggressionen. Studier på personer i köer visar att person nummer två i kön är mer lättretad än person nummer tolv (Harris 1974). Förväntningar spelar också roll: höga förväntningar som inte infrias ger större aggression än att sakna förväntningar och inte uppnå resultat.
Förekomst av vapen och hotfulla situationer kan öka aggressionen. Miljön i militären kan också orsaka aggressioner, och bland militärer är andelen diagnostiserade med posttraumatisk stress hög, en diagnos som också ofta uttrycker sig i våldsamhet.

### Kön
Könet är viktigt när det gäller aggression, för både djur och människa. Män har traditionellt ansetts vara mer våldsbenägna än kvinnor (Coie & Dodge 1997, Maccoby & Jacklin 1974), och män utgör den i särklass största andelen mördare (Buss 2005).
Att det finns könsliga skillnader i fråga om aggressioner är en av de starkaste och mest pålitliga teorierna om skillnaden mellan könen. Skillnaderna anses uppstå redan i tidig ålder och utan koppling till olika uppfostran.

### Aggressioner bland barn
Största andelen fysiskt våld använder människor i åldern 2–3 år. Som regel avtar det fysiska våldet därefter. Detta antyder att fysiskt våld inte är ett inlärt beteende, och att fostran lär barnen att reglera sin aggressivitet. Några barn misslyckas dock med att skaffa sig självbehärskning och visar atypiska nivåer av våld under hela sin utveckling. Dessa barn är i riskzonen för framtida våldsbenägenhet.
Barns aggressivitet hör inte samman med kampen om fortplantingsmöjligheter. Deras aggressivitet utlöses av fysisk rädsla för andra, dysfunktionella familjer, inlärningssvårigheter, neurologiska handikapp, beteendestörningar och psykiska trauman. Andelen våld som utförs av flickor i tonåren ökar i västvärlden.

## Biologi
Aggression är riktad mot och utlöses ofta av ett yttre stimuli, men har en mycket distinkt inre karaktär.

### I hjärnan
En stor del av forskningen om aggression studerar hjärnan för att finna förklaringar. De delar av hjärnan som är involverade i aggression är amygdala, hypotalamus, prefrontalcortex, gyrus cinguli, hippocampus, nuclei septales och den grå hjärnsubstansen i mellanhjärnans tegmentum. Hos många djur regleras aggressioner av feromoner och av luktsinnet.
Hypotalamus och den grå hjärnsubstansen i mellanhjärnan är de viktigaste faktorerna som bidrar till aggression. Dessa delar påverkar alla former av beteenden och andra uttryck för aggressioner, även röstmässiga. Elektrisk stimulering av hypotalamus ger upphov till aggressivitet. Receptorer i hypotalamus anger graden av aggression genom deras interaktioner med signalsubstanserna serotonin och vasopressin.
Amygdala är också central för aggressioner. Stimulering av amygdala gör aggressionen mer långvarig och påverkar självkontrollen. Minskad aktivitet i prefrontalcortex, i synnerhet mediala och orbitofrontala delarna, är ett tecken på våldsbenägenhet och antisocial aggression. Minskning av serotoninet i prefrontalkortex ger upphov till ett särskilt slags patologisk aggression, som har visat sig vara sexuellt framgångsrik hos testdjur.

### Testosteron
Ett flertal hormoner och signalsubstanser påstås vara involverade i aggression. Testosteron är det som oftast nämns i sammanhanget, eftersom män och hanar nästan alltid är mer aggressiva än kvinnor och honor, och eftersom kastrering alltid ger en lugnande effekt. Studier av testosteronnivåer försvåras dock av att testmetoderna (blod- och salivprov) inte är så tillförlitliga som lumbalpunktion som dock inte används i vetenskapligt syfte.
Testosteron påstås vara betydelsefullt för utvecklingen av kriminellt beteende och personlighetsstörningar, som antisocial personlighetsstörning, och alkoholism. Flera studier på testosteronvärdena har också gjorts angående mer allmän aggression, och där har hälften av undersökningarna gett stöd för teorin och hälften vederlagt den. Flera studier belägger dock att dömda våldsbrottslingar har förhöjda testosteronvärden, men sambandet behöver inte vara relevant. Studier på manliga idrottsmän visar att deras testosteronvärden höjs precis innan en tävling, och att vinnarnas testosteronvärden är högre än förlorarnas. Hos kvinnor finns ett samband mellan höga testosteronvärden och brottslighet, men inte när det gäller idrott där det dock finns skillnader i fråga om humör.
Sambandet mellan testosteron och aggression kan förklara den ökade våldsbenägenheten som ofta följer av dopning med anabola steroider.,
Om testosteronet ligger bakom aggression är dock kontroversiellt eftersom det finns även forskare och studier som hävdar att testosteron inte har något med aggression att göra och vice vers.
Ett annat sätt att studera testosteronets betydelse för aggressioner är att studera testosteronets verkningar i olika delar av hjärnan och dess metabolisering. Genom enzymet aromatas kan testosteron övergå till östrogen. Aromatas finns i hög grad i de delar av hjärnan som är involverade i aggression. Djurförsök med mushanar har visat att de som saknar aromatas visar mindre aggression mot andra hanar. Långvarig behandling av östrogen fick dessa möss att bli mer aggressiva. Detta tyder på att omvandlingen från testosteron till östrogen också är betydelsefullt, och inte bara de faktiska värdena. Vidare har de båda olika östrogenreceptorerna (ERa och ERb) visat sig ha olika effekter på aggressiviteten, där ERa påverkar aggressionen mellan hane-hane och ERb påverkar aggressionen totalt sett. Östradiolet verkar vara beroende av dygnets längd, där långa dagar (mer än 16 timmars solljus per dygn) minskar aggressiviteten och korta dagar gör att östradiolet ökar aggressionen.

### Andra signalsubstanser och hormoner
Glukokortikoider ökar aggressioner, men långvarigt för låga värden kan atypiskt också öka den avsevärt. Glukokortikoiderna spelar roll i den aggression som handlar om sociala hierarkier. Dehydroepiandrosteron reglerar aggression under perioder då djur inte leker, medan könshormonerna gör det under lekperioder. Aggressionsnivåerna påverkas inte av kastrering för vissa arter om ingreppet sker vid fel tidpunkt. Hos människor verkar den förhöjda DHEA-nivån och de låga testosteronvärdena som observerats hos pojkar i andrenarken (under 7 år) kunna förklara vissa aggressiva beteendestörningar.
Ytterligare en kemisk substans som påverkar aggressionerna är serotoninet. Ett flertal undersökningar belägger att serotoninet har en negativ korrelation med aggression. Detta förklarar den aggressionshämmande effekt som antidepressiva läkemedel av typen Prozac konstaterats ha (Delville et al. 1997).
Förhöjda värden av vasopressin i främre hypotalamus är också aggressionsframkallande (Delville et al. 1997). Det försiggår dessutom studier på noradrenalin, kortisol och flera andra substanser.